# A Wrenched Virile Lore
A Wrenched Virile Lore a Mogwai második remixalbuma, amelyet 2012. november 19-én adott ki a Rock Action Records az Egyesült Királyságban, és december 4-én a Sub Pop az Amerikai Egyesült Államokban.
A lemez a Hardcore Will Never Die, But You Will stúdióalbum dalainak feldolgozását tartalmazza. Három formátumban jelent meg: digitális, CD, valamint 2500 példányban hanglemezen is.

## Számlista
A feldolgozások szerzői a cím után zárójelben vannak feltüntetve.
| 1.    | George Square Thatcher Death Party (Justin K. Broadrick-remix)              | 5:07  |
| 2.    | Rano Pano (Klad Hest-remix)                                                 | 7:21  |
| 3.    | White Noise (Cylob-remix)                                                   | 5:13  |
| 4.    | How To Be A Werewolf (Xander Harris-remix)                                  | 6:52  |
| 5.    | Letters to the Metro (Zombi-remix)                                          | 7:22  |
| 6.    | Mexican Grand Prix (RM Hubbert-remix)                                       | 4:35  |
| 7.    | Rano Pano (Tim Hecker-remix)                                                | 4:44  |
| 8.    | San Pedro (The Soft Moon-remix)                                             | 3:52  |
| 9.    | Too Raging To Cheers (Umberto-Remix)                                        | 6:30  |
| 10.   | La Mort Blanche (Robert Hampson-remix a White Noise és Death Rays dalokból) | 13:43 |
| 65:49 |                                                                             |       |

## Fogadtatás
A lemez általánosságban pozitív értékeléseket kapott. A Pithcfork Media 7 pontra értékelve a 10-ből, szerintük az albummal az együttes új arcát mutatta meg. A New Musical Express 6 pontját azzal indokolta, hogy a tagok „magasra tették a lécet”. A musicOMH 3 pontot adott a lehetséges 5-ből; kritikájuk szerint az album „a maga nemében érdekes”. A The Skinny 4/5 pontos kritikája szerint az album „helyenként jobb, mint az eredeti, ami nem kis szó”. A State 6/10 pontot adott, szerintük a minőséggel vannak gondok; mondván „dacára a néhány kiemelkedő dalnak, a nagy részük átlagos”.

## Közreműködők
- Stuart Braithwaite, John Cummings – gitár
- Dominic Aitchison – basszusgitár
- Martin Bulloch – dob
- Barry Burns – gitár, billentyűk

## Fordítás
Ez a szócikk részben vagy egészben  az   A Wrenched Virile Lore című angol Wikipédia-szócikk ezen változatának fordításán alapul.  Az eredeti cikk szerkesztőit annak laptörténete sorolja fel. Ez a jelzés csupán a megfogalmazás eredetét és a szerzői jogokat jelzi, nem szolgál a cikkben szereplő információk forrásmegjelöléseként.